# Station Voiron
Station Voiron is een spoorwegstation in de Franse gemeente Voiron.